# 글로코페인
글로코페인(Glaucophane) 또는 남섬석(藍閃石)은 화학식 Na2(Mg3Al2)Si8O22(OH)2를 갖는 이중 사슬 규산염의 나트륨 각섬석 상위 그룹에 속하는 광물이자 광물 그룹이다.
글로코페인은 단사정계로 결정화된다.

## 이름
글로코페인은 전형적인 파란색 때문에 이름이 붙었다. 그리스어로 글로코페인은 "파랗게 보이는"을 의미한다. 주요 광물 성분으로서, "블루쉬스트" 변성암 유형에 이름을 부여하는 것은 글로코페인의 색상이다.

## 특징
파란색은 이 종에 대한 매우 진단적인 특징이다. 글로코페인은 밀접하게 관련된 광물인 리베카이트와 함께, 그리고 그 중간체인 크로사이트와 함께, 일반적으로 파란색인 유일하게 잘 알려진 각섬석이다. 글로코페인은 페로글로코페인 (Na
2(Fe,Mg)
3Al
2Si
8O
22(OH)
2)과 고용체 계열을 형성한다. 글로코페인은 마그네슘이 풍부한 내성분이고 페로글로코페인은 철이 풍부한 내성분이다.
페로글로코페인은 글로코페인과 유사하지만 약간 더 밀도가 높고 따라서 비중이 증가한다. 두 내성분은 육안으로 구별할 수 없으며 강한 다색성을 띤다. 글로코페인의 굳기는 5~6이고 비중은 약 3~3.2이다.

## 산출
블루쉬스트 변성상은 풍부한 파란색 광물인 글로코페인과 로소나이트에서 이름이 유래했다. 글로코페인은 일반적으로 섭입대에서 발생하는 저온-고압 변성 작용을 겪은 나트륨이 풍부한 반려암 또는 현무암 성분의 블루쉬스트 변성암에서 형성된다.
이 물질은 맨틀을 향해 아래로 섭입될 때 강한 압력과 적당한 열을 받았다. 글로코페인은 역행 변성 작용을 겪은 에클로자이트에서도 발견된다.

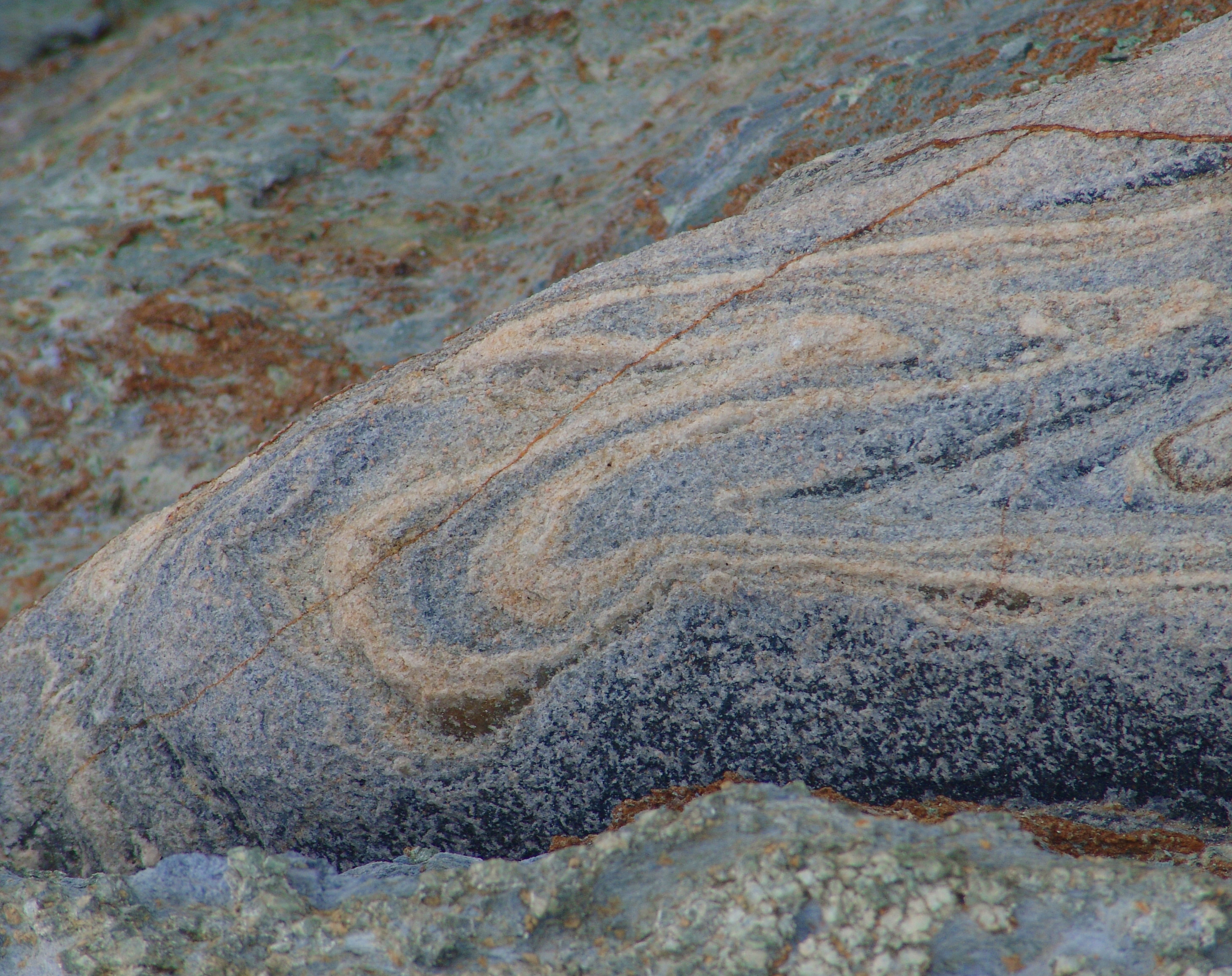
접힌 글로코페인 블루쉬스트(그리스 시로스섬)

홀름퀴스타이트라는 희귀한 각섬석도 있는데, 화학식은 Li2Mg3Al2Si8O22(OH)2이며, 리튬이 풍부한 대륙암에서만 발생한다. 수년 동안 홀름퀴스타이트는 글로코페인으로 오인되었는데, 이 둘은 박편에서 동일하게 보이기 때문이다.

## 같이 보기
- 광물 목록